# Нагуркі (Лодзинське воєводство)
Нагуркі (пол. Nagórki) — село в Польщі, у гміні Грабув Ленчицького повіту Лодзинського воєводства.
Населення — 175 осіб (2011).
У 1975-1998 роках село належало до Конінського воєводства.

## Демографія
Демографічна структура станом на 31 березня 2011 року:
|          | Загалом | Допрацездатний вік | Працездатний вік | Постпрацездатний вік |
| -------- | ------- | ------------------ | ---------------- | -------------------- |
| Чоловіки | 90      | 11                 | 66               | 13                   |
| Жінки    | 85      | 16                 | 48               | 21                   |
| Разом    | 175     | 27                 | 114              | 34                   |